# Charles William Miller
Charles William Miller (São Paulo, 1874. november 24. – São Paulo, 1953. június 30.) válogatott brazil labdarúgó, nemzeti játékvezető. 

## Pályafutása

### Labdarúgóként
1884-ben szülei Angliába, Southamptonba küldik középiskolába, ahol megtanulja a labdarúgás és a krikett fortélyait. Labdarúgóként, Angliában 1892-ben a Corinthianban, 1893–94-ben a St Mary's labdarúgó klubban játszott . A St Mary’s csapatában 13 mérkőzésen 3 gólt szerzett. 1894-ben visszatért hazájába. Csomagjában kettő futball labda, egy pár labdarúgó cipő és a Angol labdarúgó-szövetség (FA) szabálykönyve is be volt csomagolva. Hivatásának tekintette a labdarúgás elterjedését Brazíliában. Közreműködésével megalapították a São Paulo AC (SPAC) focicsapatát, ahol 1984–1912 között játszott. 1902-ben beneveztek a segítségével létrehozott első Paulista labdarúgó-bajnokságba. Csapatában csatárként tevékenykedve megnyerték az első három (1902, 1903, 1904). 1910-ben visszavonult és a csapat igazgatója lett. Az 1907-es bajnokságot vezetése alatt, de a csapat csatáraként újra megnyerték. 1912-ben visszavonult az aktív sportolástól.

### Nemzeti játékvezetés
A játékvezetőknek még nem kellett vizsgát tenniük, az elismert labdarúgók közül kerültek ki a csapat játékvezetők, vagy a választott bírók. 1894-1912 között játékvezetőként rendszeresen tevékenykedett előbb a labdarúgást népszerűsítő mérkőzéseken, majd a Paulista által szervezett mérkőzéseken (a saját bajnokságában is!).